# U-121 (1940)
| U-121                      | U-121                                              | U-121                                              |
| -------------------------- | -------------------------------------------------- | -------------------------------------------------- |
|                            |                                                    |                                                    |
|                            |                                                    |                                                    |
|                            |                                                    |                                                    |
| Верф                       | Flender Werke, Любек                               | Flender Werke, Любек                               |
| Під прапором               | Третій рейх                                        | Третій рейх                                        |
| Спуск на воду              | 20 квітня 1940                                     | 20 квітня 1940                                     |
| Виведений зі складу флоту  | 2 травня 1945                                      | 2 травня 1945                                      |
| Сучасний статус            | розрізаний на метал                                | розрізаний на метал                                |
| Проєкт                     |                                                    |                                                    |
| Тип ПЧ                     | Малий ДПЧ                                          | Малий ДПЧ                                          |
| Основні характеристики     |                                                    |                                                    |
| Швидкість (надводна)       | 13 вузлів                                          | 13 вузлів                                          |
| Швидкість (підводна)       | 7 вузлів                                           | 7 вузлів                                           |
| Гранична глибина занурення | 150 м                                              | 150 м                                              |
| Екіпаж                     | 25 осіб                                            | 25 осіб                                            |
| Розміри                    |                                                    |                                                    |
| Довжина найбільша (по КВЛ) | 42,7 м                                             | 42,7 м                                             |
| Ширина корпусу найб.       | 4,08 м                                             | 4,08 м                                             |
| Висота                     | 8,6 м                                              | 8,6 м                                              |
| Середня осадка (по КВЛ)    | 3,90 м                                             | 3,90 м                                             |
| Водотоннажність надводна   | 279 т                                              | 279 т                                              |
| Озброєння                  |                                                    |                                                    |
| Артилерія                  | 1 × 2 cm/65 C/30 (1000 снарядів)                   | 1 × 2 cm/65 C/30 (1000 снарядів)                   |
| Торпедно- мінне озброєння  | 3 TA 5 торпед або 18 мін (за іншими даними ТМА 12) | 3 TA 5 торпед або 18 мін (за іншими даними ТМА 12) |

U-121 — малий німецький підводний човен типу II-B для прибережних вод, часів Другої світової війни. Заводський номер 269.
Введений у дію 28 травня 1940 року. З 1 липня 1940 року був приписаний до 21-ї флотилії, з 26 березня 1942 до 24-ї флотилії, з 16 травня 1942 до 21-ї флотилії, з 17 березня 1945 до 31-ї флотилії. Бойових походів не мав. 2 травня 1945 року був затоплений екіпажем у порту міста Бремергафен, піднятий в 1950 році та зданий на брухт.

## Командири
- Капітан-лейтенант Карл-Ернст Шретер (28 травня 1940 — 30 березня 1941)
- Оберлейтенант-цур-зее Отто Гармс (жовтень — 5 листопада 1940)
- Оберлейтенант-цур-зее Адальберт Шне (6-27 листопада 1940)
- Оберлейтенант-цур-зее барон Егон фон Шліппенбах (31 березня — 8 липня 1941)
- Капітан-лейтенант Герт Гечко (9 липня 1941 — 25 березня 1942)
- Оберлейтенант-цур-зее Ернст фон Віцендорфф (26 березня — 19 квітня 1942)
- Оберлейтенант-цур-зее Отто Вестфален (16 травня 1942 — 8 лютого 1943)
- Лейтенант-цур-зее Отто Гюбшен (вересень-грудень 1942) — виконувач обов'язків.
- Оберлейтенант-цур-зее Евальд Гюльзенбек (9 лютого 1943 — 22 лютого 1944)
- Оберлейтенант-цур-зее резерву Фрідріх Горст (23 лютого 1944 — 5 травня 1945)